# Europese kampioenschappen indooratletiek 1989
De Europese kampioenschappen indooratletiek 1989 werden van 18 tot en met 19 februari 1989 gehouden in de Houtrusthallen in de Nederlandse stad Den Haag. Het was de tweede maal dat de kampioenschappen in Nederland gehouden werden, na de editie in Rotterdam in 1973.

## Medailles

### Mannen
| Onderdeel            | Goud                              | Goud     | Zilver                            | Zilver   | Brons                                | Brons    |
| -------------------- | --------------------------------- | -------- | --------------------------------- | -------- | ------------------------------------ | -------- |
| 60 m                 | Andreas Berger Oostenrijk         | 6,56     | Matthias Schlicht West-Duitsland  | 6,58     | Michael Rosswess Verenigd Koninkrijk | 6,59     |
| 200 m                | Ade Mafe Verenigd Koninkrijk      | 20,92    | John Regis Verenigd Koninkrijk    | 21,00    | Bruno Marie-Rose Frankrijk           | 21,14    |
| 400 m                | Cayetano Cornet Spanje            | 46,21    | Brian Whittle Verenigd Koninkrijk | 46,49    | Klaus Just West-Duitsland            | 46,80    |
| 800 m                | Steve Heard Verenigd Koninkrijk   | 1.48,84  | Rob Druppers Nederland            | 1.48,96  | Joachim Heydgen West-Duitsland       | 1.49,75  |
| 1500 m               | Hervé Phélippeau Frankrijk        | 3.47,42  | Han Kulker Nederland              | 3.47,57  | Sergej Afanasjev Sovjet-Unie         | 3.47,63  |
| 3000 m               | Dieter Baumann West-Duitsland     | 7.50,43  | Abel Antón Spanje                 | 7.51,88  | Jacky Carlier Frankrijk              | 7.52,23  |
| 60 m horden          | Colin Jackson Verenigd Koninkrijk | 7,59     | Holger Pohland Oost-Duitsland     | 7,65     | Philippe Tourret Frankrijk           | 7,67     |
| 5000 m snelwandelen  | Michail Sjtsjennikov Sovjet-Unie  | 18.35,60 | Roman Mrázek Tsjecho-Slowakije    | 18.40,11 | Giovanni De Benedictis Italië        | 18.43,45 |
| Verspringen          | Emiel Mellaard Nederland          | 8,14     | Antonio Corgos Spanje             | 8,12     | Frans Maas Nederland                 | 8,11     |
| Hink-stap-springen   | Mykola Moesiënko Sovjet-Unie      | 17,29    | Volker Mai Oost-Duitsland         | 17,03    | Milan Mikuláš Tsjecho-Slowakije      | 16,93    |
| Hoogspringen         | Dietmar Mögenburg West-Duitsland  | 2,33     | Dalton Grant Verenigd Koninkrijk  | 2,33     | Aleksej Jemelin Sovjet-Unie          | 2,30     |
| Polsstokhoogspringen | Grigori Jegorov Sovjet-Unie       | 5,75     | Igor Potapovich Sovjet-Unie       | 5,75     | Mirosław Chmara Polen                | 5,70     |
| Kogelstoten          | Ulf Timmermann Oost-Duitsland     | 21,68    | Karsten Stolz West-Duitsland      | 20,22    | Georg Andersen Noorwegen             | 20,22    |

### Vrouwen
| Onderdeel           | Goud                              | Goud     | Zilver                           | Zilver   | Brons                          | Brons    |
| ------------------- | --------------------------------- | -------- | -------------------------------- | -------- | ------------------------------ | -------- |
| 60 m                | Nelli Cooman Nederland            | 7,15     | Laurence Bily Frankrijk          | 7,19     | Sisko Hanhijoki Finland        | 7,23     |
| 200 m               | Marie-José Pérec Frankrijk        | 23,21    | Regula Anliker-Aebi Zwitserland  | 23,38    | Sabine Tröger Oostenrijk       | 23,70    |
| 400 m               | Sally Gunnell Verenigd Koninkrijk | 52,04    | Marina Sjmonina Sovjet-Unie      | 52,36    | Anita Protti Zwitserland       | 52,57    |
| 800 m               | Doina Melinte Roemenië            | 1.59,89  | Ellen Kießling Oost-Duitsland    | 2.01,24  | Tatyana Grebenchuk Sovjet-Unie | 2.01,63  |
| 1500 m              | Paula Ivan Roemenië               | 4.07,16  | Marina Jatsjmenjova Sovjet-Unie  | 4.07,77  | Svetlana Kitova Sovjet-Unie    | 4.08,36  |
| 3000 m              | Elly van Hulst Nederland          | 9.10,01  | Nicky Morris Verenigd Koninkrijk | 9.12,37  | Maricica Puică Roemenië        | 9.15,49  |
| 60 m horden         | Yordanka Donkova Bulgarije        | 7,87     | Ludmila Narozhilenko Sovjet-Unie | 7,94     | Gabriele Lippe West-Duitsland  | 7,96     |
| 3000 m snelwandelen | Beate Anders Oost-Duitsland       | 12.21,91 | Ileana Salvador Italië           | 12.32,40 | María Reyes Sobrino Spanje     | 12.39,50 |
| Verspringen         | Galina Tsjistjakova Sovjet-Unie   | 6,98     | Iolanda Tsjen Sovjet-Unie        | 6,86     | Ringa Ropo-Junnila Finland     | 6,62     |
| Hoogspringen        | Alina Astafei Roemenië            | 1,96     | Hanne Haugland Noorwegen         | 1,96     | Maryse Maury Frankrijk         | 1,91     |
| Kogelstoten         | Stephanie Storp West-Duitsland    | 20,30    | Heike Hartwig Oost-Duitsland     | 20,03    | Iris Plotzitzka West-Duitsland | 19,79    |

### Medailleklassement
| Plaats | Land                | Goud | Zilver | Brons | Totaal |
| 1      | Sovjet-Unie         | 4    | 5      | 4     | 13     |
| 2      | Verenigd Koninkrijk | 4    | 4      | 1     | 9      |
| 3      | West-Duitsland      | 3    | 2      | 4     | 9      |
| 4      | Nederland           | 3    | 2      | 1     | 6      |
| 5      | Roemenië            | 3    | 0      | 1     | 4      |
| 6      | Oost-Duitsland      | 2    | 4      | 0     | 6      |
| 7      | Frankrijk           | 2    | 1      | 4     | 7      |
| 8      | Spanje              | 1    | 2      | 1     | 4      |
| 9      | Oostenrijk          | 1    | 0      | 1     | 2      |
| 10     | Bulgarije           | 1    | 0      | 0     | 1      |
| 11     | Italië              | 0    | 1      | 1     | 2      |
| 11     | Noorwegen           | 0    | 1      | 1     | 2      |
| 11     | Tsjecho-Slowakije   | 0    | 1      | 1     | 2      |
| 11     | Zwitserland         | 0    | 1      | 1     | 2      |
| 15     | Finland             | 0    | 0      | 2     | 2      |
| 16     | Polen               | 0    | 0      | 1     | 1      |
| Totaal | Totaal              | 24   | 24     | 24    | 72     |

1970 ·
1971 ·
1972 ·
1973 ·
1974 ·
1975 ·
1976 ·
1977 ·
1978 ·
1979 ·
1980 ·
1981 ·
1982 ·
1983 ·
1984 ·
1985 · 
1986 · 
1987 · 
1988 · 
1989 · 
1990 · 
1992 · 
1994 · 
1996 · 
1998 · 
2000 · 
2002 · 
2005 · 
2007 · 
2009 ·
2011 ·
2013 ·
2015 ·
2017 ·
2019 ·
2021 ·
2023 ·
2025
Belgische medaillewinnaars · Nederlandse medaillewinnaars